# Pantaleon (helgon)
Pantaleimon (grekiska Παντελεήμων), ursprungligen Pantaleon, född omkring 275 i Nikomedia i Bithynien (dagens İzmit i Turkiet), död 305, är ett kristet helgon, och ett högt aktat helgon i den Östortodoxa kyrkan. Han tillhör "De fjorton nödhjälparna" inom Romersk-katolska kyrkan, vilka var särskilt åkallade under slutet av medeltiden som hjälp mot olika sjukdomar och olyckor. Under Pantaleons levnadstid stod den sista striden mellan kristendomen och statsmakten i romarriket, innan kristendomen blev statsreligion. Denna tid kallas "den stora förföljelsen" och många kristna dog för sin tro. Kejsare Diocletianus gav order om att Biblar skulle brännas, att kyrkor skulle rivas, kristna ledare arresteras och avrättas – Pantaleon var en av dessa.

## Biografi
Pantaleons far Eustorgios var inte kristen, men det var däremot hans mor Euboula, som dog medan han var barn. Hans far sände honom till en icke-kristen skola. Senare studerade han medicin hos Euphrosinos. Pantaleon träffade prästen Hermolaos som ledde honom in i kristendomen. Enligt helgonlegenden hittade de ett dött barn som blivit bitet av en orm. Pantaleon bad då till Jesus Kristus att återuppliva barnet och lovade att han i så fall skulle låta döpa sig. Barnet reste sig då upp. Efter detta mirakel lät han döpa sig och fick namnet Panteleimon – ”helt barmhärtig”. Hans ursprungliga namn betyder ”helt lejon”.
Pantaleon ägnade sig åt de lidande, sjuka och behövande. Han behandlade sina patienter utan att ta betalt och besökte även fängslade kristna och blev därför angiven. Pantaleon blev avrättad 305 under kejsar Maximianus. Hans reliker spreds ut i den kristna världen. Huvudet finns i det rysk-ortodoxa Sankt Panteleimons kloster på berget Athos i Grekland.
Sankt Pantaleons minnesdag är 27 juli. Namnet Panthaleon fanns i Den Svenska Almanackan på detta datum före 1620, då det utgick.

### Webbkällor
- ”St. Pantaleon”. Catholic Encyclopedia. New Advent. http://www.newadvent.org/cathen/11447a.htm. Läst 2 oktober 2017.
- ”San Pantaleone, medico e martire”. Santi e Beati. http://www.santiebeati.it/dettaglio/64575. Läst 2 oktober 2017.